# Krol Kô
Pour les articles homonymes, voir Krol.

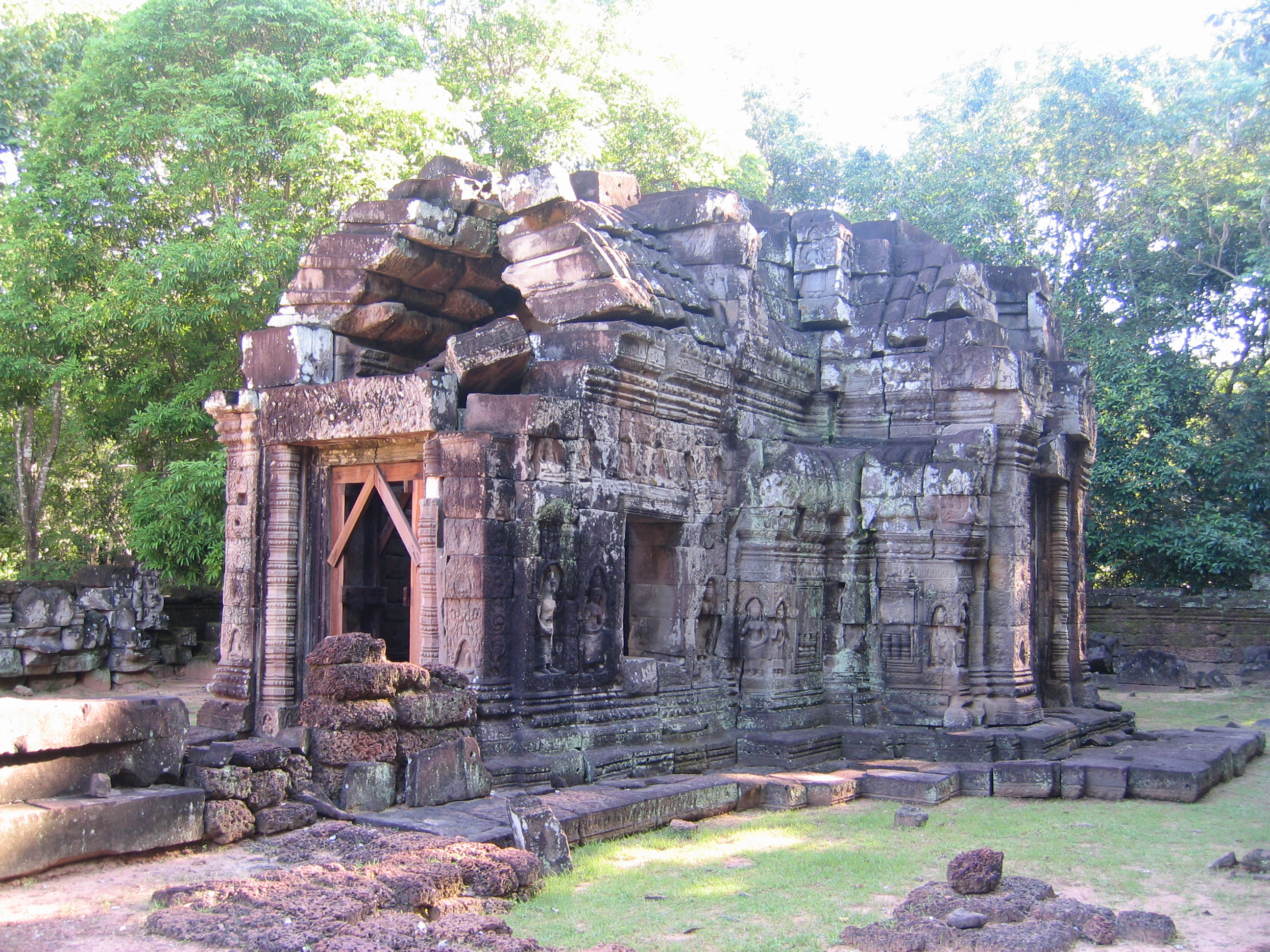
Prasat Krol Ko (2011)

Le Krol Kô (le parc à bœufs) est un temple bouddhique sur le site d'Angkor au Cambodge.
De dimension modeste, il a été érigé par Jayavarman VII vers 1200 près du talus Nord de Baray oriental, en regard du Mebon oriental.
Construit dans le style du Bayon il ne subsiste que quelques parties de son enceinte extérieure et des vestiges en mauvais état du sanctuaire, de son enceinte, des douves et bassins et de quelques bâtiments annexes.
Sa décoration est peu abondante.